# Seat Inca
L'Inca (Type 9K) est un modèle d'automobile et de véhicule utilitaire développé par le constructeur automobile espagnol Seat, produit en Europe de 1995 à 2003 et à General Pacheco en Argentine, parallèlement au Volkswagen Caddy 9K. Le Seat Inca est basé sur la plateforme de la Seat Ibiza II et de la Seat Córdoba I.

## Motorisations
| Modèle         | Cylindres/ Soupapes | Cylindrée | Puissance maxi               | Couple maxi            |
| Essence        | Essence             | Essence   | Essence                      | Essence                |
| -------------- | ------------------- | --------- | ---------------------------- | ---------------------- |
| Inca 1,4 L     | 4/8                 | 1 390 cm3 | 44 kW (60 ch) à 4 700 tr/min | 116 N m à 3 000 tr/min |
| Inca 1,4 L     | 4/16                | 1 390 cm3 | 55 kW (75 ch) à 5 000 tr/min | 126 N m à 3 800 tr/min |
| Inca 1,6 L     | 4/8                 | 1 595 cm3 | 55 kW (75 ch) à 5 500 tr/min | 125 N m à 2 600 tr/min |
| Inca 1,6 L     | 4/8                 | 1 598 cm3 | 55 kW (75 ch) à 4 800 tr/min | 135 N m à 2 800 tr/min |
| Inca 1,6 L(1)  | 4/8                 | 1 596 cm3 | 66 kW (90 ch) à 5 250 tr/min | 134 N m à 3 250 tr/min |
| Diesel         |                     |           |                              |                        |
| Inca 1,7 L SDI | 4/8                 | 1 714 cm3 | 42 kW (57 ch) à 4 200 tr/min | 112 N m à 2 200 tr/min |
| Inca 1,9 L D   | 4/8                 | 1 896 cm3 | 47 kW (64 ch) à 4 400 tr/min | 124 N m à 2 000 tr/min |
| Inca 1,9 L SDI | 4/8                 | 1 896 cm3 | 47 kW (64 ch) à 4 200 tr/min | 125 N m à 2 200 tr/min |

(1) Disponible en Amérique du Sud

## Production
Depuis son lancement en 1995 jusqu'en 2004, 173 133 exemplaires de la SEAT Inca et VW Caddy ont été produits par Seat en Espagne, dont un peu plus de 148 355 Seat Inca.
La production annuelle de SEAT Inca et Volkswagen Caddy (son clône), fabriquées chez SEAT et dans d'autres usines du groupe Volkswagen, est indiquée dans le tableau ci-dessous :
| Modèle            | 1995 | 1996 | 1997   | 1998   | 1999   | 2000   | 2001   | 2002   | 2003   | 2004  | Total |
| ----------------- | ---- | ---- | ------ | ------ | ------ | ------ | ------ | ------ | ------ | ----- | ----- |
| SEAT Inca         |      |      |        | 17 226 | 19 221 | 16 328 | 15 207 | 11 802 | 7 982  | 4 206 |       |
| SEAT Inca Kombi   |      |      |        | 7 708  | 8 573  | 5 534  | 5 316  | 3 879  | 2 150  | 743   |       |
| Production totale |      |      | 25 484 | 24 934 | 27 794 | 21 862 | 20 523 | 15 681 | 10 132 | 4 949 |       |